# Sjödal
Sjödal är en bebyggelse vid norra änden av  Stora Öresjön i Sätila socken i Marks kommun. Från 2015 avgränsar SCB här en småort.